# Men's League for Women's Suffrage
La Men's League for Women's Suffrage (« Ligue masculine pour le droit de vote des femmes ») est une société formée en 1907 par plusieurs écrivains de gauche, dont auteurs Henry Brailsford, Max Eastman, Laurence Housman, Henry Nevinson, pour viser à l'obtention du droit de vote des femmes au Royaume-Uni et aux États-Unis d'Amérique. Des organisations sont établies dans plusieurs états, notamment New York. En 1912, on estime que l'organisation rassemble 20 000 membres aux États-Unis.
Cette organisation se crée en même temps que d'autres organisations masculines en faveur du droit de vote des femmes. Eastman, un des dirigeants-clefs dans la création de la league à New York, y a également été président de la Men's Equal Suffrage League.